# Provincia de O'Higgins
La provincia de O'Higgins fue una de las divisiones administrativas de Chile existente desde 1883 hasta 1974, exceptuando el período 1928-1934 en que fue fusionada con la provincia de Colchagua. Abarcó la parte sur de la actual región Metropolitana de Santiago y la zona norte de la actual Región del Libertador General Bernardo O'Higgins, y tuvo su capital en Rancagua. Su nombre se debe en honor al prócer chileno Bernardo O'Higgins Riquelme.

## Historia

### 1883-1928

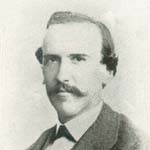
Tristán Matta, intendente fundador de O'Higgins.

Fue creada el 10 de diciembre de 1883, por el presidente Domingo Santa María, a partir de la división del antiguo departamento de Rancagua, que integraba la provincia de Santiago, del que se segregó 10 subdelegaciones que pasaron a formar parte del departamento de Melipilla. La ley que creó la provincia fue publicada en el Diario Oficial el 26 de diciembre de ese año.
El primer intendente de O'Higgins fue Tristán Matta, anteriormente intendente de Curicó, quien asumió el 31 de diciembre de 1883, y fue reemplazado el 20 de abril de 1885. La ley además estableció que la provincia elegiría un senador, el departamento de Rancagua sería representado por dos diputados y los de Maipo y Cachapoal por uno cada uno.
Originalmente la provincia contó con los siguientes departamentos:
| Departamento | Cabecera |
| ------------ | -------- |
| Rancagua     | Rancagua |
| Cachapoal    | Peumo    |
| Maipo        | Buin     |

La Constitución de 1925 repitió la organización política de la provincia, dividida en departamentos, subdelegaciones y distritos.

### Supresión temporal (1928-1934)
En 1928, se suprimió la provincia de O'Higgins, que se divide para formar las nuevas provincia de Santiago y provincia de Colchagua, y se modifican los límites departamentales. Esto, debido al Decreto con Fuerza de Ley 8582 del 28 de enero de 1928, que estableció:

Artículo 1.o Divídese el país en las siguientes provincias, departamentos y territorios: [...]

PROVINCIA DE SANTIAGO.- Capital Santiago.- Departamentos: Santiago, Melipilla y Maipo;

PROVINCIA DE COLCHAGUA.- Capital Rancagua.- Departamentos: Rancagua, Cachapoal, Caupolicán, San Fernando y Santa Cruz;

Art. 2.o Los departamentos tendrán por límites los fijados por el decreto-ley número 354, de 17 de Marzo de 1925, y sus actuales cabeceras, con las modificaciones siguientes, además de las arriba indicadas: [...]

13. El departamento de Rancagua estará formado por el territorio del actual departamento de este nombre, por el de las antiguas subdelegaciones 5.a Idahue, 6.a Coltauco, 7.a Almendro y 8.a Parral, del actual departamento de Cachapoal, y por la parte del actual departamento de Caupolicán, que queda comprendida dentro de la hoya hidrográfica del alto río Cachapoal, aguas arriba de su confluencia con el río Claro;

14. El departamento de Cachapoal estará formado por el territorio de las antiguas subdelegaciones 1.a Peumo 2.a Codao, 3.a El Carmen y 4.a El Manzano, del departamento de este nombre; por las antiguas subdelegaciones 16 Quilamuta, 17 Carén, 18 Alhué y 19 El Asiento, del actual departamento de Melipilla, y por las antiguas subdelegaciones 9.a Zúñiga, 10 Pichidegua, 11 Pencahue, 12 Tagua-Tagua y 16 Larmahue, del actual departamento de San Vicente. La cabecera del departamento de Cachapoal es la Villa de San Vicente;
DFL 8582.

### 1934-1976

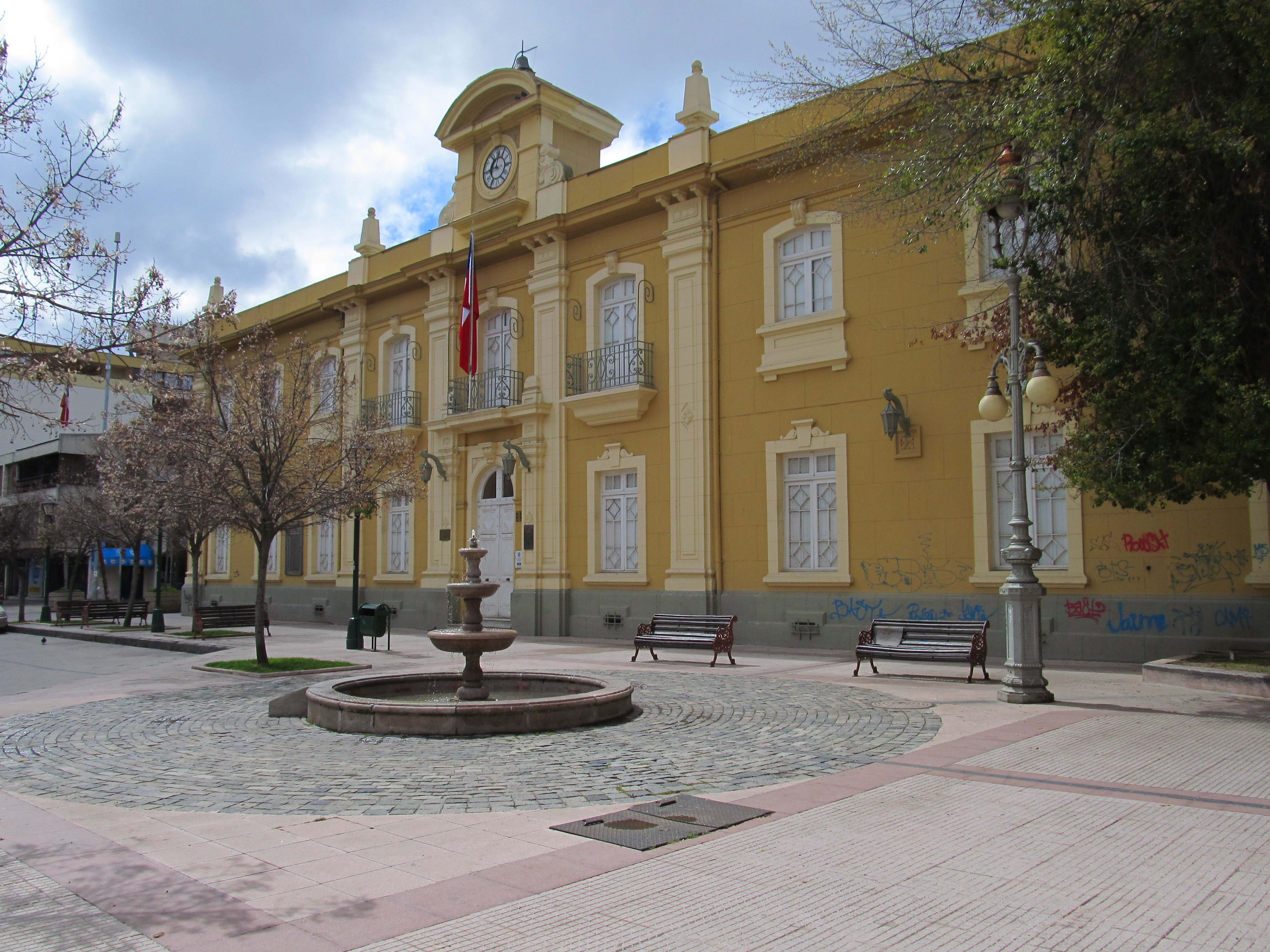
Edificio que ocupó la Intendencia de O'Higgins, en Rancagua. Actualmente es la Delegación Presidencial Regional de O'Higgins.

El 24 de enero de 1934 se restituyó la provincia de O'Higgins, por la Ley 5.376. Se conformó por los siguientes departamentos:
| Departamento | Cabecera                   |
| ------------ | -------------------------- |
| Rancagua     | Rancagua                   |
| Cachapoal    | Peumo                      |
| Caupolicán   | Rengo                      |
| San Vicente  | San Vicente de Tagua Tagua |

### Supresión definitiva
Durante los años 1970 ocurrió un nuevo cambio en la división política-administrativa del país, con la creación de las regiones, subdivididas en provincias. La región es regida por un intendente, y la provincia es regida por un gobernador. Se reforma el nivel provincial y el nivel comunal. Se suprimen los departamentos y distritos (estos últimos actualmente se utilizan por el INE como distritos censales para efectos de los censos).
El 1 de enero de 1976 entra en vigencia la Región del Libertador General Bernardo O'Higgins, a partir de las provincias de O'Higgins y Colchagua, la cual es dividida inicialmente en dos nuevas provincias: O'Higgins, que posteriormente pasó a ser denominada Cachapoal, y Colchagua. En 1979 se agregó la costera provincia Cardenal Caro, creada a partir del territorio del antiguo departamento Cardenal Caro, que pertenecía a la provincia de Colchagua.

## Intendentes
Esta lista está incompleta.
- Tristán Matta Ugarte (1883-1885)
- Ángel Concha (1885-¿1886?)[8]
- Francisco Pardo (1886-¿1888?)
- Juan Antonio del Sol y de Veyán y Florido (1888-1891)[8]
- Alejandro Morán (1891)[8]
- Rafael Tagle (1891-1892)[8]
- Antonio Espiñeira Riesco (interino, 1892)[9]
- Alfredo Vial Solar (1892)[8]
- Enrique Escobar Solar (1892-1894)[8]
- Valentín del Campo (1894-1897)[8]
- Benjamín Blanco Viel (1897-¿1904?)[8]
- Antonio Espiñeira Riesco (1904-1906)[9]
- Pastor Castro Rojas (subrogante, 1906)[10]
- Benjamín López de Zúñiga Bermúdez (¿1906?)
- Nicolás García Quintana (1906-1919)[11]
- Rubén Bustos Sepúlveda (1927-1928)
- Provincia suprimida (1928-1934)
- José Santos León (1934-1938)[12]
- Hernán Muñoz Acuña (1953-¿1954?)[13]
- Francisco Céspedes (1954-1958)
- Alejandro García Huidobro Garcés (1958-1964)
- Ricardo Tudela Barraza (1964-1968)
- Renato García Vergara (1968-1969)
- Mario Céspedes Aguirre (1969-1970)
- Nicolás Díaz Sánchez (interino, 1970)
- Vladimir Chávez Rodríguez (1970-1972)
- Luis Alfonso Baeza Lagos (1972-1973)
- Cristián Ackerknecht San Martín (1973-1974)